# 上三台水库
上三台水库是中国吉林省四平市梨树县境内的一座水库，位于招苏太河上，建于1975年。水库正常库容为770万立方米，集雨面积为56平方千米，海拔为227米。